# كرنب مخلل
الكُرُنْب المخلل أو الكُرُنب الحامض أو زَوَكْرَوت أو زَوَقْرَوط أو (نقحرة: ساوركراوت) (بالألمانية: Sauerkraut) أو الشُّقْرُوط أو (نقحرة: شوكروت) (بالفرنسية: Choucroute) وتعني حرفيا العشب الحامض، ويدعى أيضا مخلل الملفوف أو الملفوف المخمر هو ملفوف مقطع تُخَمِّره بكتيريا حمض اللبن. وله فترة صلاحية طويلة ويتميز بطعمه الحامض الذي ينتج من حمض اللبن الذي يتكون عندما تخمر البكتيريا السكرياتِ في الملفوف.

## نظرة عامة

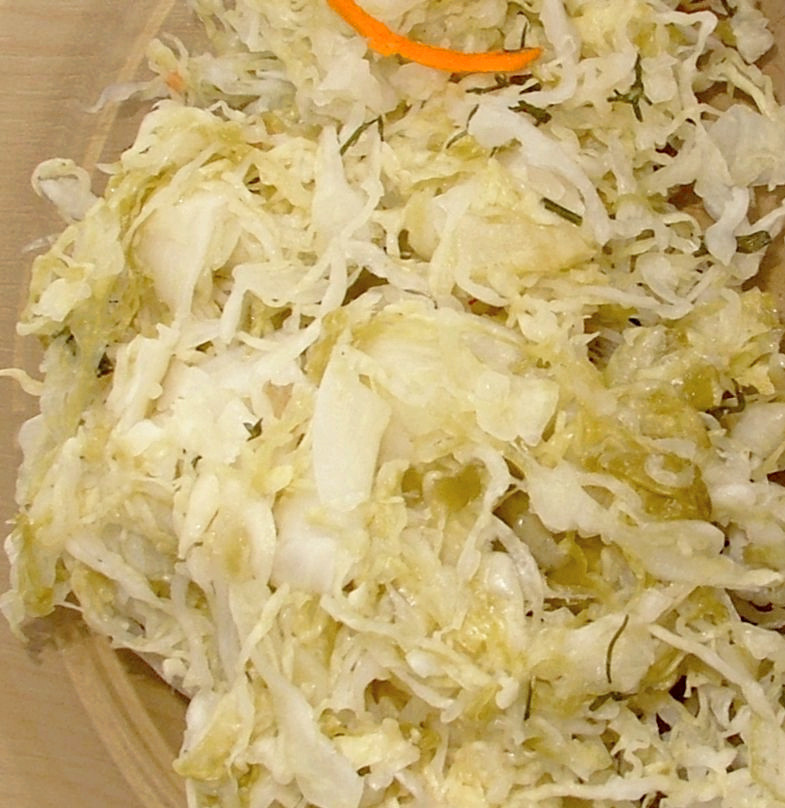
"كيشونا كابوتسا" من المطبخ البولندي

للأطعمة المخمرة تاريخ طويل في العديد من الثقافات، وكان الزَوَكْرَوت أحد أكثر الأطباق الجانبية المخمرة شعبية. يذكر المؤرخون الرومان مثل كاتو الأكبر (في De Agri Cultura) وكولوميلا (في De re Rustica) عن حفظ الملفوف واللفت مع الملح.
تعود أصول الزَوَكْرَوت إلى مطابخ شرق ووسط أوروبا، ولكن يمكن إرجاعها أيضا لأماكن أخرى مثل هولندا، حيث يعرف باسم زوركول zuurkool، وإلى فرنسا حيث عرف باسم شوكروت. ويطلق عليه في بلدان أوروبا الشرقية والوسطى أسماء بنفس المعنى الألماني «الملفوف المخمر» ((بالبيلاروسية: квашаная капуста)، (بالتشيكية: kysané zelí)‏، (بالبولندية: kiszona kapusta)‏ أو كفاشونا كابوتسا, (بالليتوانية: rauginti kopūstai)‏، (بالروسية: квашеная капуста)‏, تر. كفاشينايا كابوتسا، (بالأوكرانية: квашена капуста)‏) أو «الملفوف الحامض» ((بالبلغارية: кисело зеле)‏، (باللاتينية: kiselo zelje)، (بالتشيكية: kyselé zelí)‏، (بالمجرية: savanyúkáposzta)‏، (باللاتفية: skābēti kāposti)‏، (بالرومانية: varză murată)‏، (بالروسية: кислая капуста)‏, تر. kislaya kapusta، (بالصربية: kiseli kupus)‏، (بالسلوفاكية: kyslá kapusta)‏، (بالسلوفينية: kislo zelje)‏، (بالأوكرانية: кисла капуста)‏، (بالإستونية: hapukapsas)‏).
مثّل الزَوَكْرَوت، كغيره من الأطعمة المحفوظة، مصدر غذاء خلال فصل الشتاء قبل توفر الأطعمة المجمدة والتبريد والنقل الرخيص من المناطق الأدفأ متاحة بسهولة في شمال ووسط وشرق أوروبا. احتفظ الكابتن جيمس كوك دائما بمخزون من الزَوَكْرَوت في رحلاته البحرية، لأن التجربة علمته أنه يمنع داء الاسقربوط.
كلمة «كراوت» المشتقة من هذا الطعام هي أيضا عبارة مهينة ترمز للشعب الألماني. قام صناع الزَوَكْرَوت الأمريكيون بإعادة تسمية منتجاتهم باسم «ملفوف الحرية» طوال مدة الحرب العالمية الأولى بسبب مخاوف الرأي العام الأمريكي من رفض المنتج بسبب اسمه الألماني.

## الإنتاج

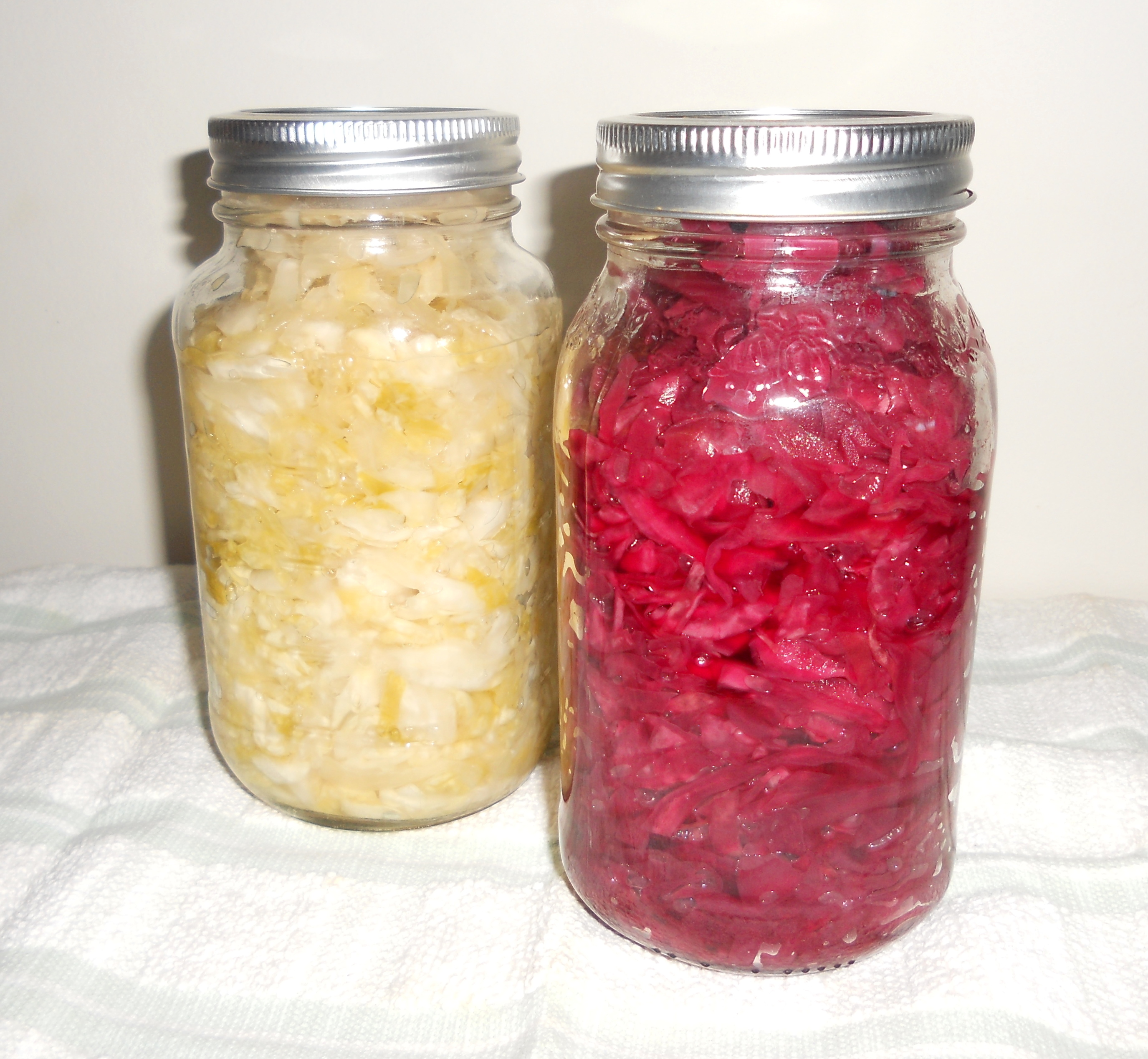
زَوَكْرَوت مصنوع في البيت

يصنع الزَوَكْرَوت من عملية تخليل تسمى التخمر اللبني تشبهه عملية صنع مخلل الخيار والكمتشي التقليدية (غير المعالج حراريا). يتم بشر الملفوف لرقائق، ويوضع في طبقة من الملح ويترك ليتخمر. الزَوَكْرَوت المجفف تماما يستمر لعدة أشهر في وعاء محكم ومفرغ من الهواء في درجة حرارة 15 مئوية (60 فهرنهايت) أو أقل. ولا يحتاج للتبريد أو البسترة، رغم أن هذه الحلول تمد فترة التخزين.
يتم التخمير عن طريق العصيات اللبنية بشكل طبيعي، حيث أن هذه البكتيريا يحملها الهواء وتتكاثر على أوراق الملفوف النيئة. الخمائر أيضا موجودة، وقد تجعل الزَوَكْرَوت اللينة ذا نكهة سيئة عندما يتم التخمير في درجة حرارة عالية جدا. تمر عملية التخمير بثلاث مراحل، وتعرف أحيانا بشكل جماعي باسم الديناميات السكانية. في المرحلة الأولى، تؤدي البكتيريا اللاهوائية مثل كليبسيلا والبكتيريا الأمعائية إلى التخمير، وتبدأ بإنتاج بيئة حمضية تفضل البكتيريا الأخيرة. المرحلة الثانية تبدأ من ارتفاع مستويات الحمض في أغلب البكتيريا، وتهيمن بكتيريا النستق على العملية. في المرحلة الثالثة، تنمو مختلف أنواع البكتيريا اللبنية، بما في ذلك العصيات اللبنية القصية والنباتية، وتخمر ما تبقى من السكريات وتخفض درجة الحموضة. الزَوَكْرَوت المجفف جيدا به نسبة حموضة تمنع نمو المطثية الوشيقية، وهي السموم التي تسبب التسمم الغذائي.
في عام 2004 وجدت دراسة جينية تنوعا كبيرا وغير متوقع في بكتيريا حمض اللبنيك في الزَوَكْرَوت وأن الدراسات السابقة تعاملت مع هذا التنوع ببساطة. وجد أن بكتيريا فايسيلا هي الكائن الرئيسي في المرحلة الأولى غير المتجانسة المرحلة حتى اليوم السابع. ووجد أيضا أن البكتيريا اللبنية القصيرة وبكتيريا المملسة الخماسية كان تعدادها أصغر في أول 14 يوما عما ذكرت الدراسات السابقة.
وجدت صناعة الزَوَكْرَوت الهولندية أن تلقيح دفعة جديدة من الزَوَكْرَوت بدفعة قديمة تؤدي إلى زيادة مفرطة في الحامض المنتج. عملية التخمير هذه تعرف باسم «إخصاب اللقاح» وتستخدم في صنع الزَوَكْرَوت عندما يتم تجاوز المرحلة الأولى والثانية، التي هي مهمة تنمية النكهة. ويرجع ذلك في المقام الأول إلى زيادة النشاط الأولي من العصيات اللبنية النباتية.

## الاختلافات الإقليمية

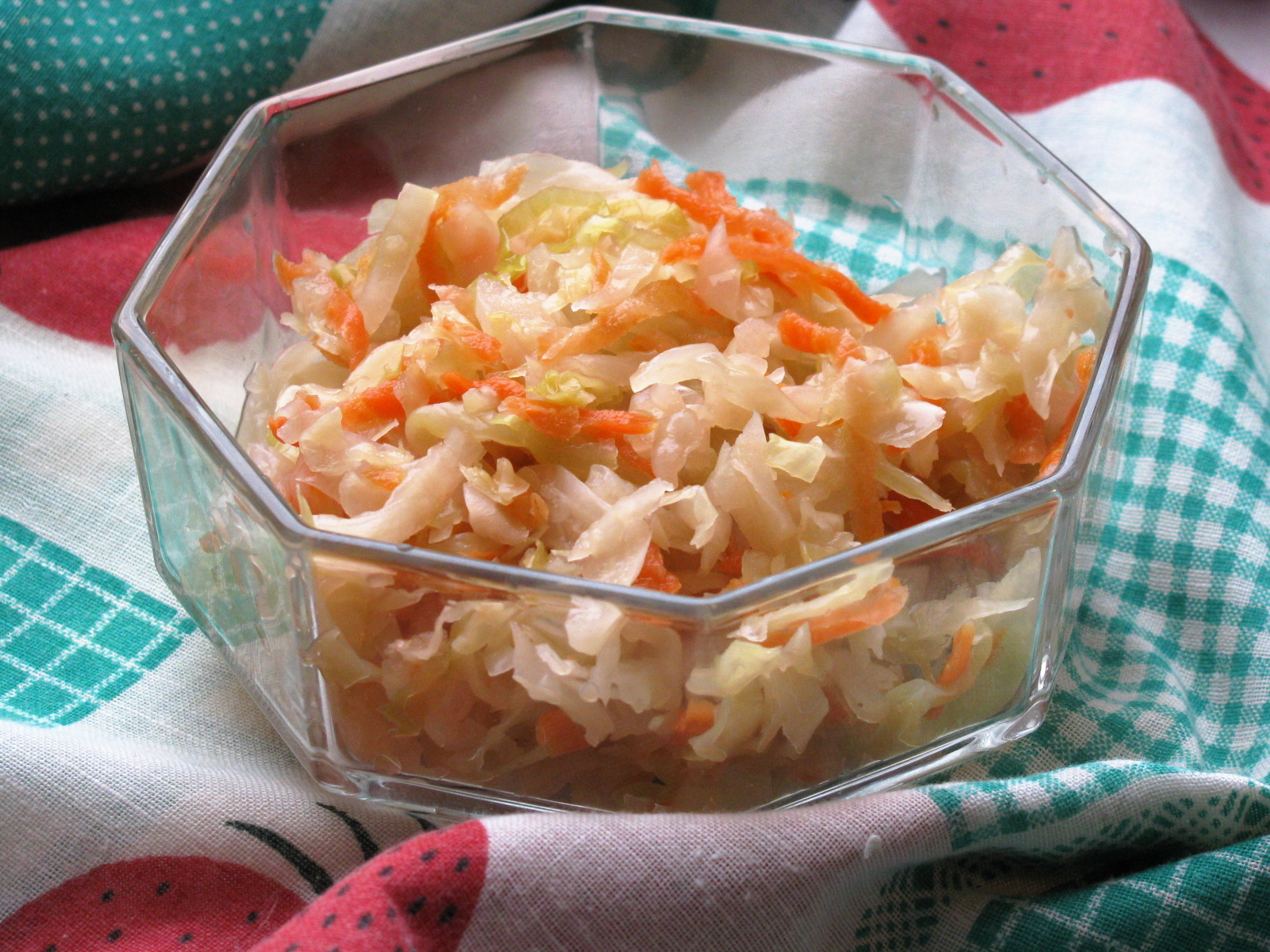
زَوَكْرَوت من أوروبا الشرقية مخلل مع الجزر ويقدم كسلطة

في المطابخ البيلاروسية والبولندية والروسية والأوكرانية ومطابخ دول البلطيق، غالبا ما يتم تخليل الملفوف المفروم ووضعه مع الجزر المبشور. قد تشمل المكونات الأخرى التفاح للحصول على نكهة إضافية أو التوت البري لحفظه بشكل أفضل (حمض البنزويك في التوت البري هو مادة حافظة شائعة). يضاف الفلفل والبنجر في بعض الوصفات لإضافة اللون. عادة ما تقدم هذه السلطة باردة كمقبلات أو طبق جانبي. هناك أيضا النوع الخفيف المصنوع في البيت حيث يتم تخليل الملفوف الأبيض مع الملح في الثلاجة لمدة ما بين ثلاثة إلى سبعة أيام. ينتج عن هذا نسبة قليل من حمض اللبنيك.
يمكن استخدام الزَوَكْرَوت كحشوة لطبق بيروغة البولندي، وفارينيكي الأوكراني وبيروجكي الروسي. وهو مكون رئيسي في الحساء التقليدي، مثل شوربة شي (طبق وطني في روسيا)، كفاشنيتسا (بولندا)، كابوستنيتسا (سلوفاكيا)، زيلناتشكا (جمهورية التشيك). وهو مكون في الطبق البولندي بيغوس (حساء الصياد).
في ألمانيا، غالبا ما يطعم الزَوَكْرَوت بنكهة توت العرعر أو بذور الكروياء؛ وقد يضاف التفاح والنبيذ الأبيض. ويقدم عادة دافئا مع لحم الخنزير أو النقانق، يرافقه عادة بطاطا أو قطائف محمصة أو مطهوة على البخار. هناك وصفات مماثلة شائعة في مأكولات وسط أوروبا.
في فرنسا، الزَوَكْرَوت هو العنصر الرئيسي في وجبة choucroute garnie (بالفرنسية «ملفوف بالمرق») من الألزاس، وكذلك مع النقانق والبطاطا.
يؤكل الزَوَكْرَوت إلى جانب مع لحم الخنزير في بنسيلفانيا في يوم رأس السنة الجديدة. بدأ هذا التقليد من قبل هولنديي بنسلفانيا، ويعتقد أنه يجلب الحظ السعيد في السنة القادمة. ويستخدم الزَوَكْرَوت أيضا في المأكولات الأمريكية باعتباره مكملا على الأطعمة المختلفة مثل شطائر النقانق.

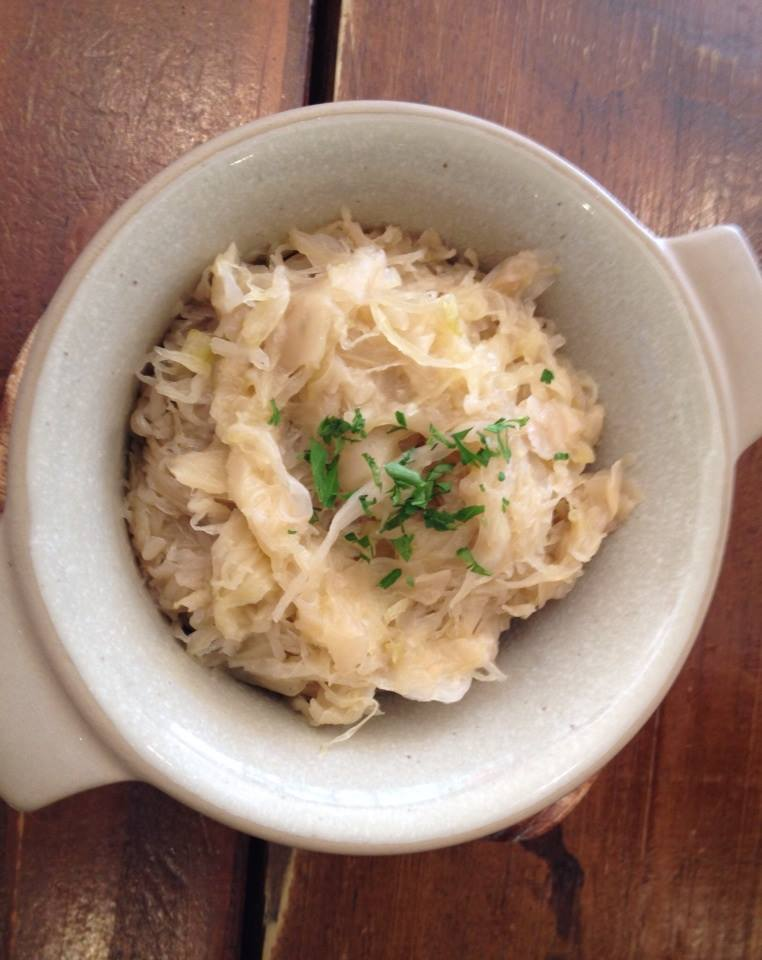
زَوَكْرَوت مطبوخ
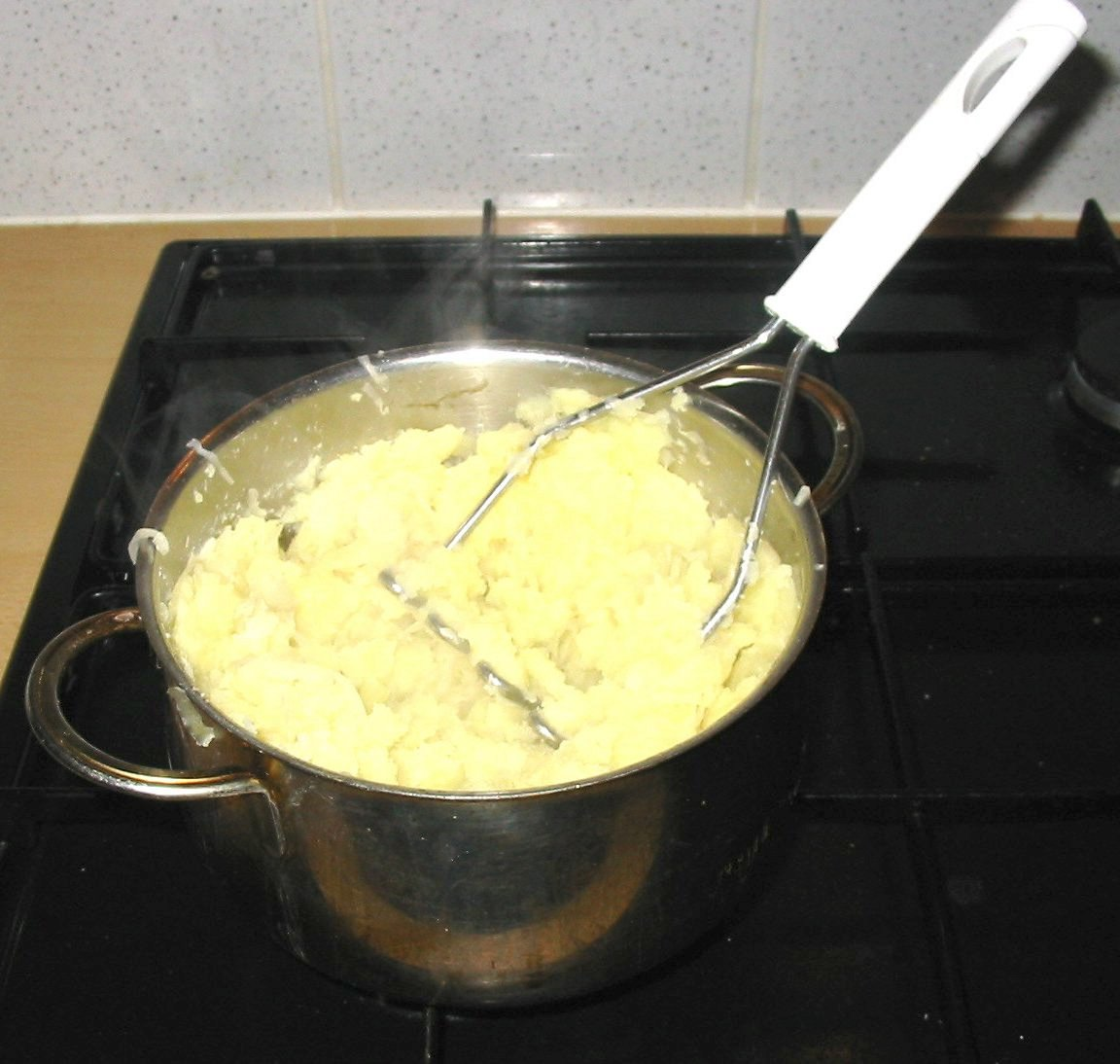
ستلمبوت stamppot هولندي يشمل مخلل الملفوف (zuurkool) مع البطاطا المهروسة
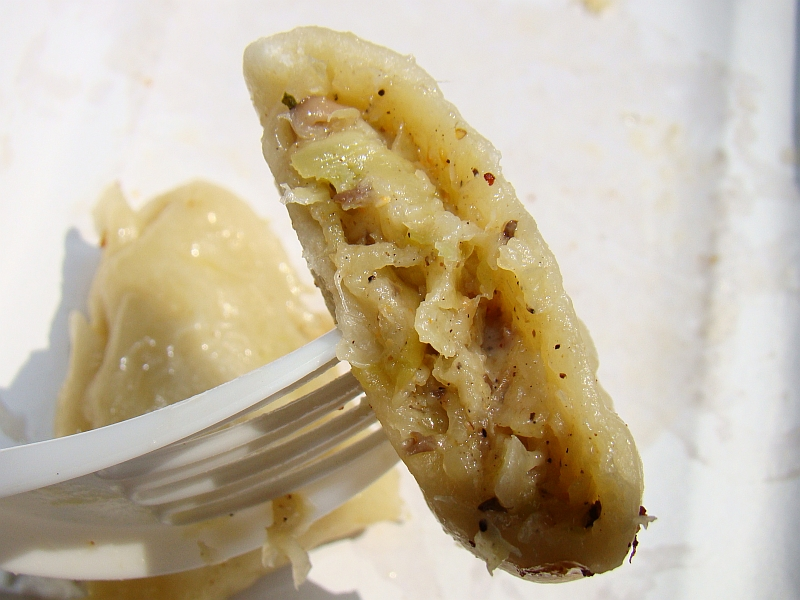
بيروغة مع زَوَكْرَوت
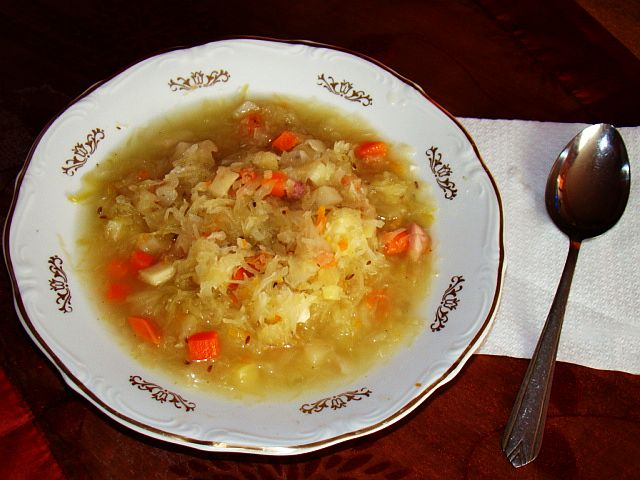
كابوشنياك مصنوع من الزَوَكْرَوت
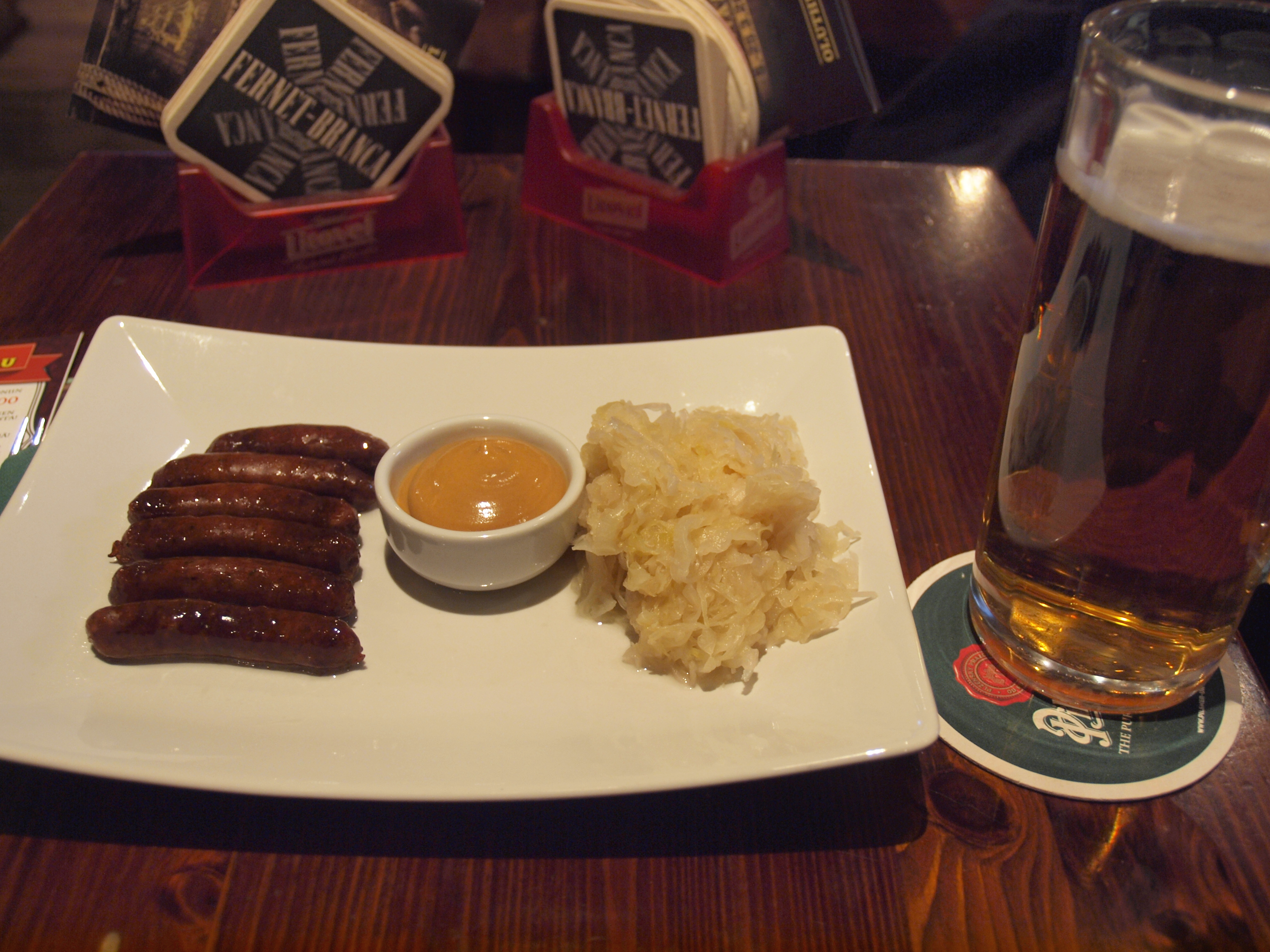
طبق زَوَكْرَوت ونقانق شعبي خفيف في الحانات من وسط أوروبا
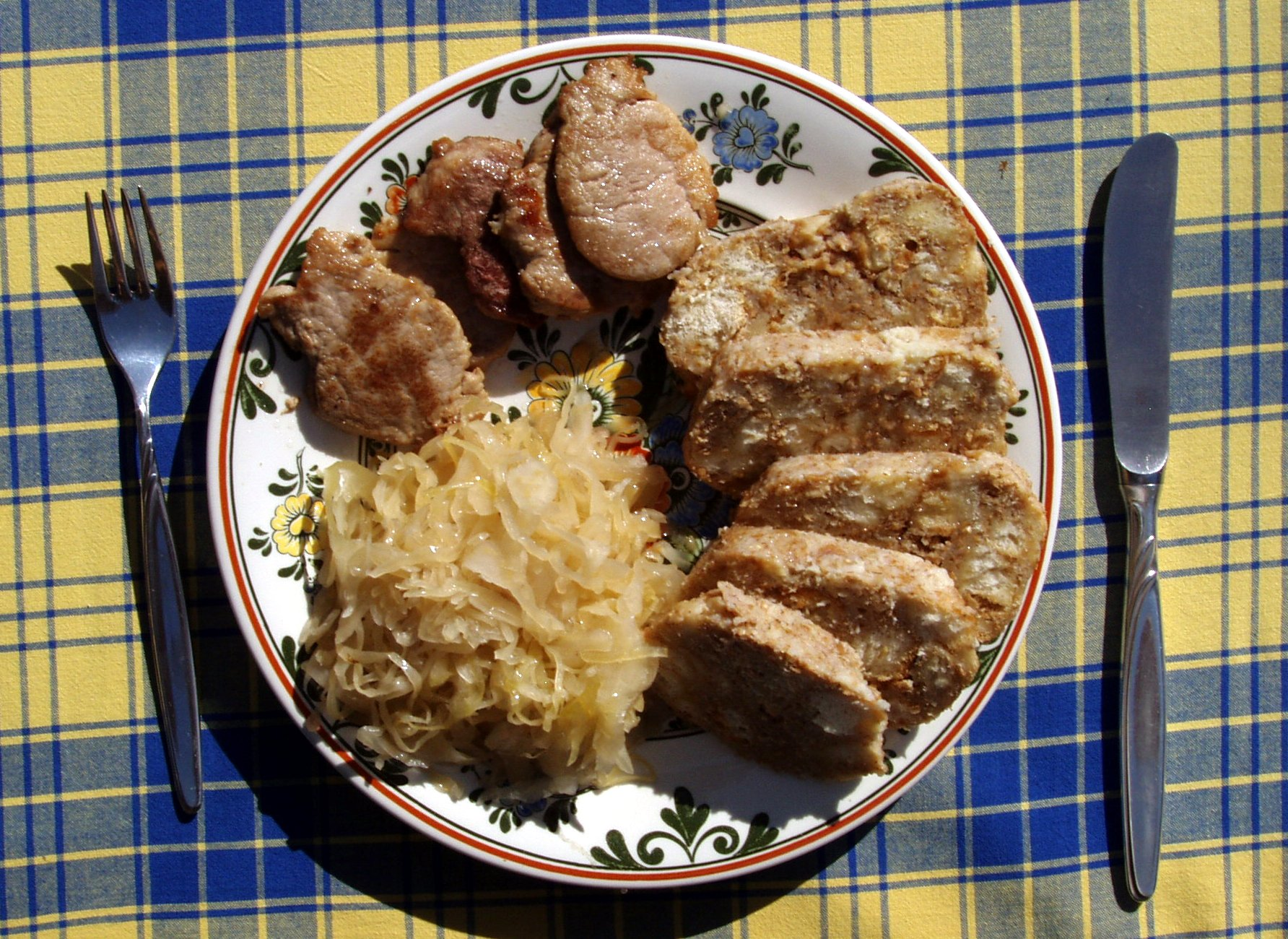
فيبرجو كنيدلو زيلو من جمهورية التشيك
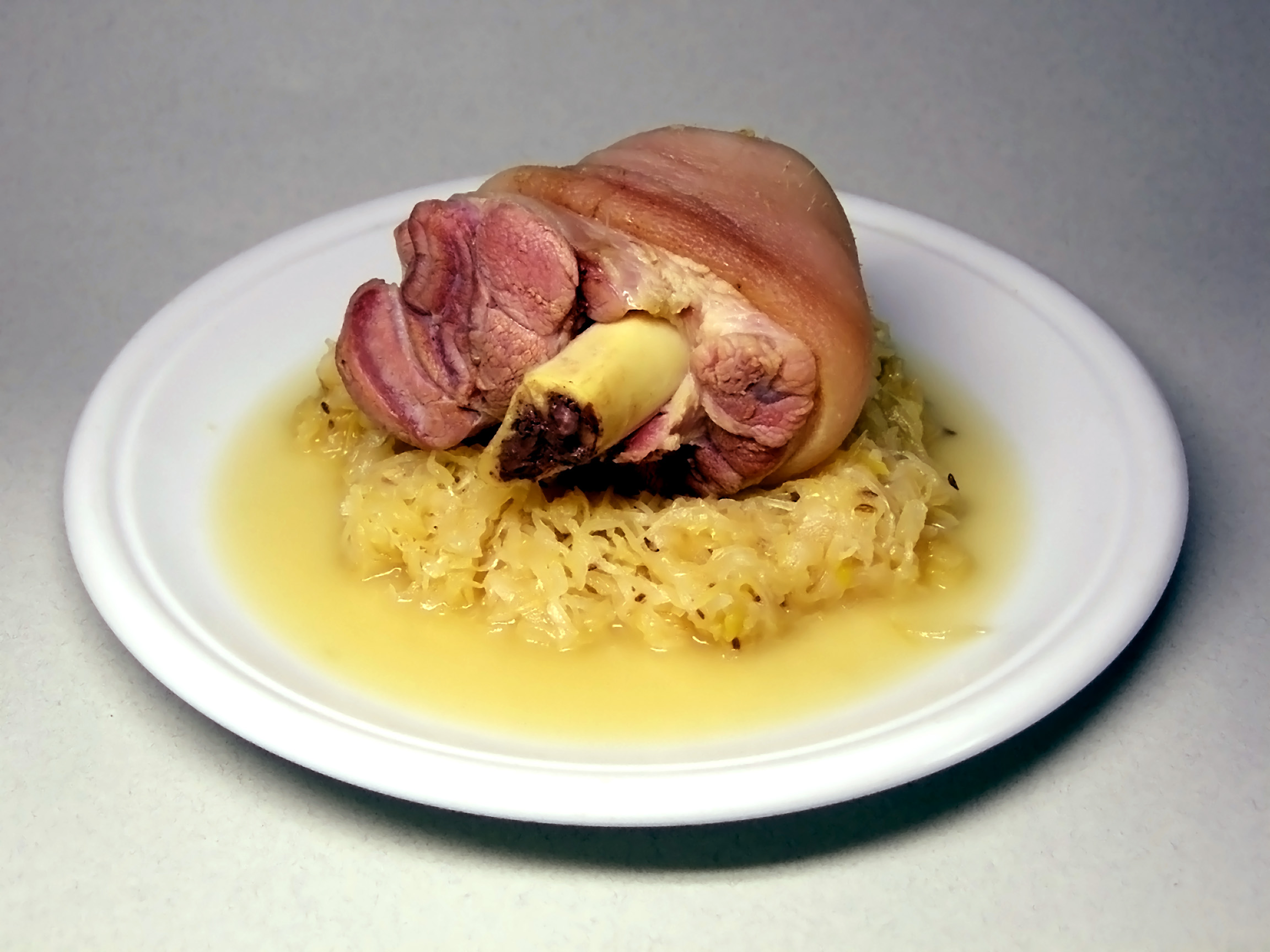
مخلل آيسباين مقدم مع زَوَكْرَوت
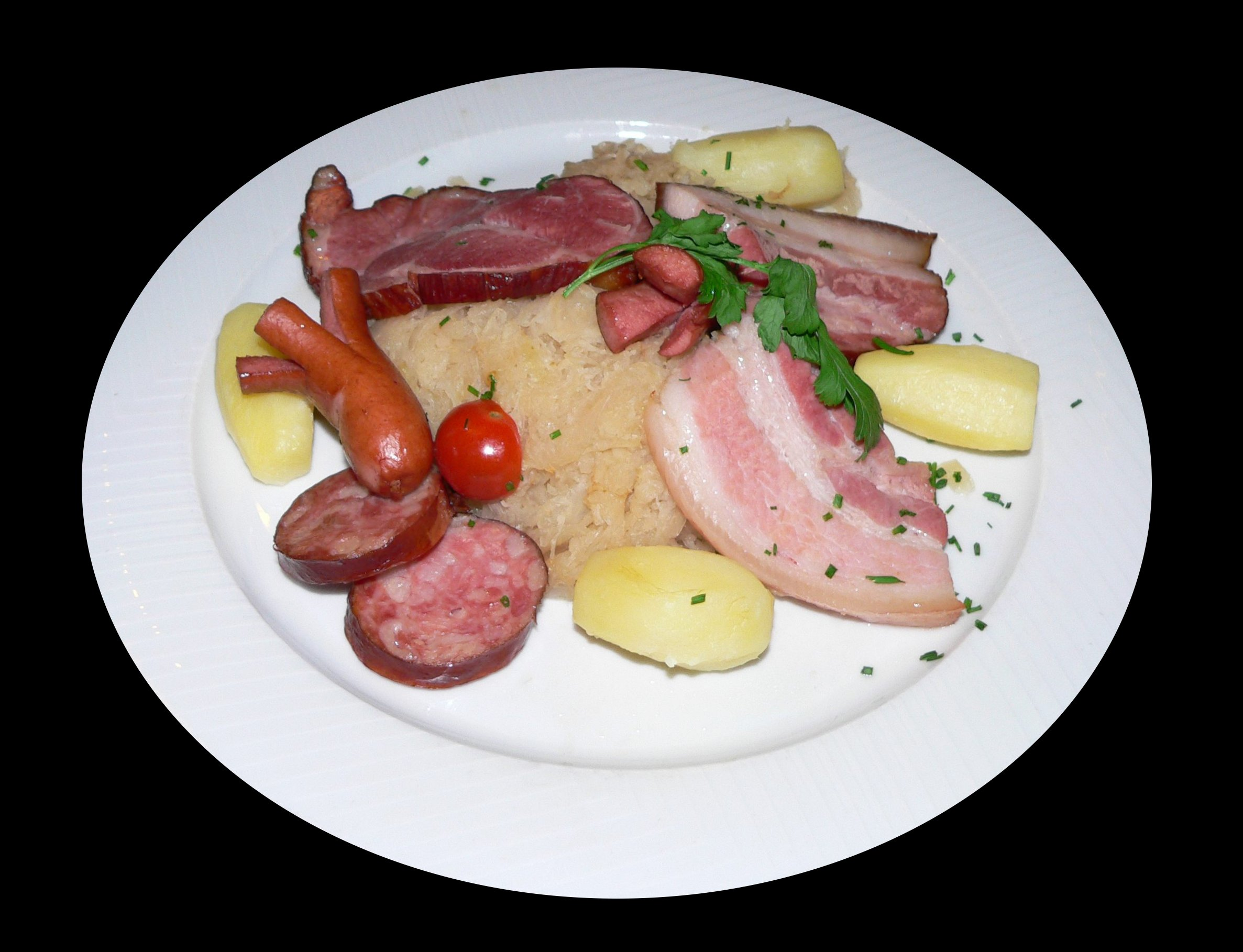
شوكروت غارنيه من الألزاس

## الآثار الصحية

### فوائد
ويقال أن الزَوَكْرَوت به العديد من الفوائد الصحية.
- هو مصدر من الفيتامينات بي، ج، ك؛[21] تزيد عملية التخمير من التوافر البيولوجي من المواد الغذائية ما يجعل الزَوَكْرَوت مغذي أكثر من الملفوف العادي.[22] كما أنه منخفض في السعرات الحرارية وبه نسبة عالية من الكالسيوم والمغنسيوم، وهو مصدر جيد للألياف الغذائية، وحمض الفوليك، والحديد، والبوتاسيوم والنحاس والمنغنيز.[21]
- إذا كان الزَوَكْرَوت غير مبستر أو مطبوخ، فإنه يحتوي أيضا على عصيات لبنية وميكروبات نافعة وهو غني بالإنزيمات. الألياف والبروبيوتيك تحسن الهضم وتعزيز النمو الصحي لبكتيريا الأمعاء وتحمي ضد العديد من أمراض الجهاز الهضمي.[22][23]
- خلال الحرب الأهلية الأمريكية، تمكن الطبيب جون جاي تيريل (1829-1922)[24][25] من خفض معدل الوفيات بسبب المرض بين أسرى الحرب: وعزا ذلك إلى تغذية المرضى بالزَوَكْرَوت النيء.[26]
- الزَوَكْرَوت هو علاج شعبي قديم لآفة القروح. يتم استخدامه بالمضمضة مع عصير الزَوَكْرَوت لمدة 30 ثانية عدة مرات في اليوم، أو عن طريق وضع رزمة منه على المنطقة المصابة لمدة دقيقة أو نحو ذلك قبل المضغ والبلع.[27]
- في عدد 23 أكتوبر 2002 من مجلة الزراعة وكيمياء الأغذية ذكرت أن باحثين فنلنديين وجدوا أن الإيسوثيوسيانات المنتجة في تخمر الزَوَكْرَوت تمنع نمو الخلايا السرطانية في أنبوب اختبار وحيوانات التجارب.[28] وخلصت دراسة بولندية في عام 2010 إلى أن«تحريض الإنزيمات الرئيسية في سوائل الملفوف قد يكون مسؤولا عن النشائط الوقائي من الكيمياويات الذي أظهرته الدراسات الوبائية في النماذج الحيوانية».[29]
- الزَوَكْرَوت يحمل نسبة عالية في المواد المضادة للاكسدة اللوتين والزياكسانثين، وكلاهما مرتبط بالحفاظ على صحة العين.[30]

### عيوب
الاستهلاك المفرط للزَوَكْرَوت قد يؤدي إلى انتفاخ البطن بسبب الأنزيمات التي لا تهضمها الأمعاء الدقيقة.